# 수알리오 메이테
수알리오 메이테(프랑스어: Soualiho Meïté, 1994년 3월 17일 ~ )는 프랑스의 축구 선수이다. 그의 포지션은 미드필더로, 현재 그리스 수페르리가 엘라다의 PAOK에서 활약하고 있다.

## 클럽 경력

### 초기 경력
2011년 3월 14일, 메이테는 오세르와 첫 프로 계약을 맺었다. 계약 기간은 3년이다. 그는 이후 로랑 푸르니에 감독에 의해 1군으로 승격되었고 등번호 32번을 배정받았다. 메이테는 11월 20일, 2-1로 패한 발랑시엔과의 경기에서 교체로 출전하며 프로 데뷔전을 치렀다.

### 모나코
2017년 6월 17일, 메이테는 이적료 €8M에 모나코로 이적하였다. 같은 해 9월 16일, 그는 클럽 데뷔전을 치렀다.
2018년 1월 2일, 메이테는 보르도로 임대되었다. 4월 15일, 그는 3-1로 이긴 몽펠리에와의 원정 경기에서 첫 골을 넣었다.

### 토리노
2018년 7월 10일, 메이테는 모나코로 이적한 풀백 안토니오 바레카와 스왑딜을 통해 토리노로 이적하였다. 그는 8월 12일, 4-0으로 이긴 코센차와의 코파 이탈리아 경기에서 선발로 출전하여 그라나타 데뷔전을 치렀다. 8월 26일, 그는 산 시로에서 열린 2-2로 비긴 인테르나치오날레와의 원정 경기에서 구단 첫 골을 기록했다.
2021년 1월 14일, 메이테는 완전 영입 옵션과 함께 밀란으로 임대 이적하였다.

### 벤피카
2021년 7월, 메이테는 포르투갈의 벤피카와 2026년까지 계약을 맺고 이적했다. 리스본에서 총 27경기에 출전한 메이테는 2022-23 시즌에 크레모네세로 임대되어 총 35경기에 출전해 2도움을 기록했다.

### PAOK
2023년 8월 27일, 메이테는 완전 영입 옵션과 함께 PAOK로 임대 이적했다. 보도에 따르면 이적 세부 사항은 PAOK가 이적료 400만 유로의 완전 영입 옵션을 행사를 하고 향후 메이테가 이적할 경우 벤피카가 이적료의 30%를 받을 수 있는 셀온 조항도 포함됐다. 2023년 9월 3일, 메이테는 OFI와의 경기에서 교체 투입되어 PAOK 데뷔전을 치렀다. 10월 5일, 메이테는 툼바 경기장에서 열린 아인트라흐트 프랑크푸르트와의 2023-24 UEFA 유로파컨퍼런스리그 조별 리그 2차전 경기에서 31%의 득표율로 팬들이 선정한 '맨 오브 더 매치'에 선정됐다.

## 국가대표팀 경력
프랑스에서 태어난 메이테는 코트디부아르 혈통이다. 전 프랑스 청소년 국가대표팀 선수로, 그는 U-16 국가대표팀과 U-17 국가대표팀에서 활약하였다. 그는 U-17 대표팀 소속으로 2011년 FIFA U-17 월드컵 대회에 참가했다.

## 수상 내역
쥘터 바레험
- 벨기에 컵: 2016–17